# 諏訪神社 (羽生市稲子)
諏訪神社（すわじんじゃ）は、埼玉県羽生市の神社。

## 歴史
創建年代は不明である。天正年間（1573年 - 1592年）に当地開拓者の諏訪氏が故郷の諏訪大社から分霊を勧請した説、寛永年間（1624年 - 1644年）に江戸幕府の代官が故郷の諏訪大社から分霊を勧請した説の二つがある。
1872年（明治5年）、近代社格制度に基づく「村社」に列せられ、1907年（明治40年）の神社合祀により、「神明社」が合祀された。1959年（昭和34年）、かつては約80メートル北に位置していたが、利根川の堤防改修により、現在地に移転した。旧所在地は、利根川の河川敷となっている。

## 交通アクセス
- コミュニティバス稲子集会所停留所より徒歩5分。